# カインヴィン県

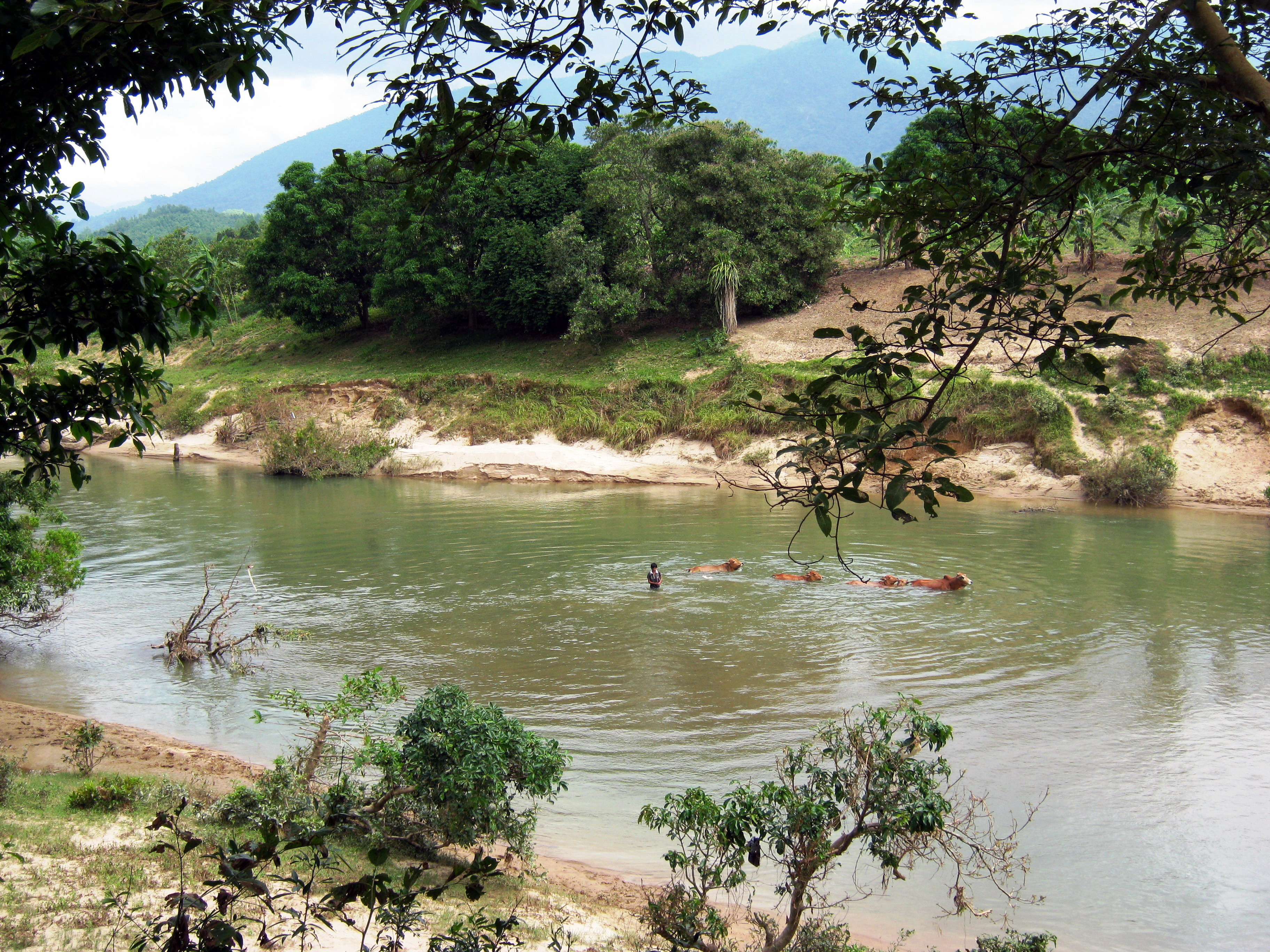

カインヴィン県（カインヴィンけん、ベトナム語：Huyện Khánh Vĩnh / 縣慶永?）は、ベトナム社会主義共和国カインホア省の県である。面積は1,165km²、人口は50,110人（2007年）である。